# Searcy County
Das Searcy County ist ein County im US-Bundesstaat Arkansas. Der Verwaltungssitz (County Seat) ist Marshall. Das County gehört zu den Dry Countys, was bedeutet, dass der Verkauf von Alkohol eingeschränkt oder verboten ist.

## Geographie
Das County liegt im Norden von Arkansas, ist etwa 50 km von der Grenze zu Missouri entfernt und hat eine Fläche von 1728 Quadratkilometern, wovon vier Quadratkilometer Wasserfläche sind. Es grenzt an folgende Countys:
| Boone County  | Marion County    | Baxter County |
| Newton County |                  | Stone County  |
| Pope County   | Van Buren County |               |

## Geschichte
Das Searcy County wurde am 13. Dezember 1838 aus Teilen des Marion County gebildet. Benannt wurde es nach Richard Searcy, einem frühen Pionier des Arkansas-Territoriums.

## Demografische Daten

Alterspyramide des Searcy Countys (Stand: 2000)

Nach der Volkszählung im Jahr 2000 lebten im Searcy County 8261 Menschen in 3523 Haushalten und 2466 Familien. Die Bevölkerungsdichte betrug 5 Einwohner pro Quadratkilometer. Ethnisch betrachtet setzte sich die Bevölkerung zusammen aus 97,26 Prozent Weißen, 0,04 Prozent Afroamerikanern, 0,75 Prozent amerikanischen Ureinwohnern, 0,15 Prozent Asiaten, 0,01 Prozent Bewohnern aus dem pazifischen Inselraum und 0,45 Prozent aus anderen ethnischen Gruppen; 1,34 Prozent stammten von zwei oder mehr Ethnien ab. Unabhängig von der ethnischen Zugehörigkeit waren 1,04 Prozent der Bevölkerung spanischer oder lateinamerikanischer Abstammung.
Von den 3523 Haushalten hatten 27,9 Prozent Kinder oder Jugendliche im Alter unter 18 Jahre, die mit ihnen zusammen lebten. 58,5 Prozent waren verheiratete, zusammenlebende Paare, 7,7 Prozent waren allein erziehende Mütter, 30,0 Prozent waren keine Familien. 28,0 Prozent aller Haushalte waren Singlehaushalte und in 14,3 Prozent lebten Menschen im Alter von 65 Jahren oder darüber. Die Durchschnittshaushaltsgröße lag bei 2,33 und die durchschnittliche Familiengröße bei 2,83 Personen.
22,7 Prozent der Bevölkerung waren unter 18 Jahre alt, 6,9 Prozent zwischen 18 und 24, 24,5 Prozent zwischen 25 und 44, 26,7 Prozent zwischen 45 und 64 und 19,2 Prozent waren 65 Jahre oder älter. Das Durchschnittsalter betrug 42 Jahre. Auf 100 weibliche kamen statistisch 98,0 männliche Personen und auf 100 Frauen im Alter von 18 Jahren und darüber kamen durchschnittlich 94,8 Männer.
Das jährliche Durchschnittseinkommen eines Haushalts betrug 21.397 USD, das Durchschnittseinkommen der Familien 27.580 USD. Männer hatten ein Durchschnittseinkommen von 21.768 USD, Frauen 16.276 USD. Das Prokopfeinkommen betrug 12.536 USD. 17,8 Prozent der Familien und 23,8 Prozent der Einwohner lebten unterhalb der Armutsgrenze.

## Kultur und Sehenswürdigkeiten

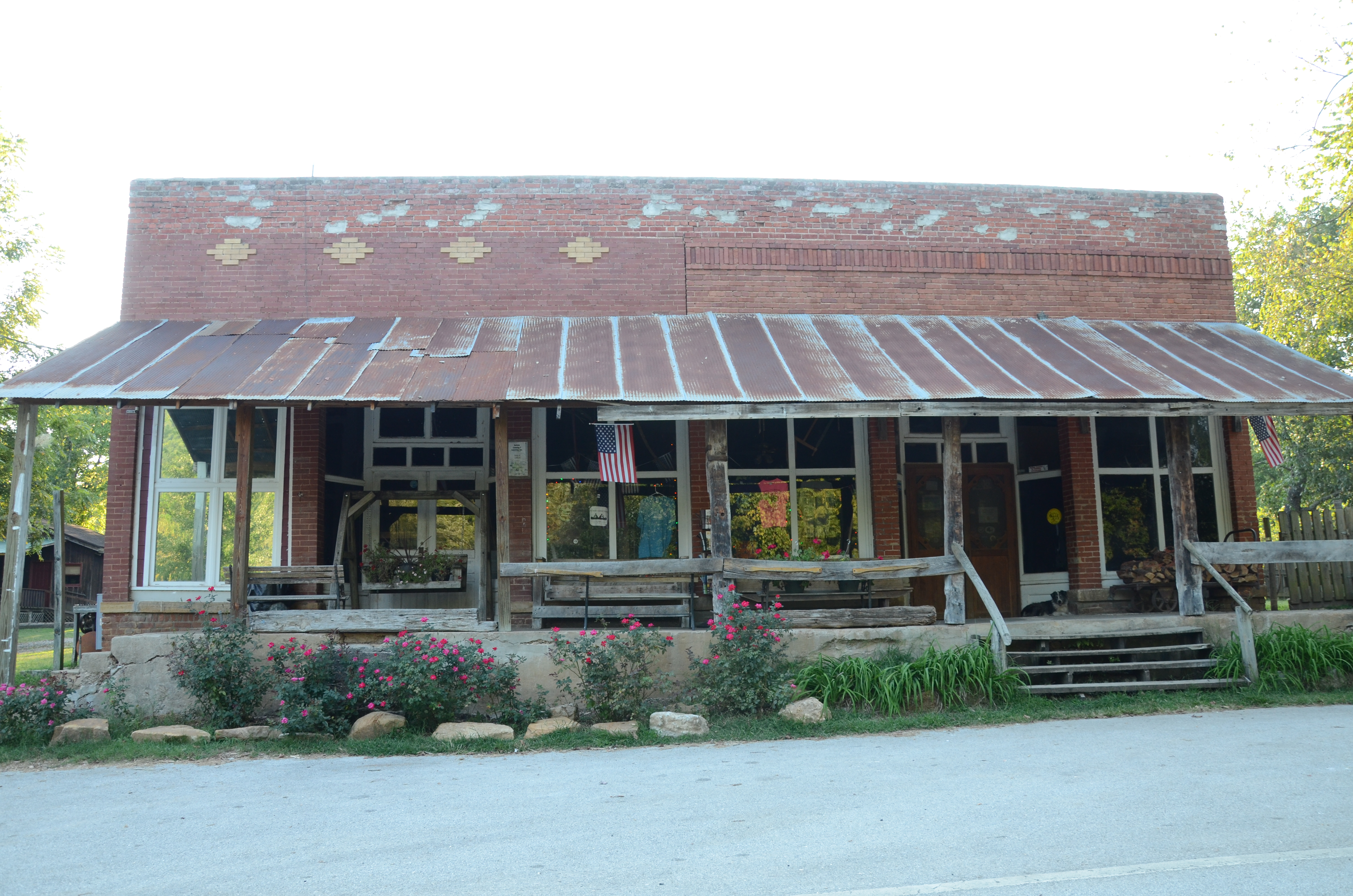
Mays General Store (2015). Dieses 1901 beziehungsweise 1906 errichtete Geschäftsgebäude wurde als viertes Objekt des County im September 1983 im NRHP eingetragen.

51 Bauwerke, Stätten und historische Bezirke (Historic Districts) des Countys sind im National Register of Historic Places („Nationales Verzeichnis historischer Orte“; NRHP) eingetragen (Stand 14. Juli 2022), darunter das Gerichts- und Verwaltungsgebäude des County sowie zwei Bahnhöfe und mehrere Geschäftshäuser.

## Orte im Searcy County
| Citys - Leslie - Marshall | Towns - Big Flat1 - Gilbert - Pindall - Saint Joe | Unincorporated Communitys - Cozahome - Harriet - Witts Springs |

1 – teilweise im Baxter County

weitere Orte
- Baker
- Baker Hollow
- Bear Creek
- Blanco
- Booster
- Campbell
- Canaan
- Dongola
- Duff
- Elberta
- Eula
- Fairview
- Imo
- Kay
- Landis
- Lone Pine
- Magic Springs
- Marsena
- Maumee
- Morning Star
- Noahs
- Oxley
- Point Peter
- Rock Springs
- Rumley
- Silver Hill
- Snowball
- Thola
- Tomahawk
- Watts
- Wileys Cove
- Woolum
- Zack

Townships
- Bear Creek No. 4 Township
- Bear Creek No. 5 Township
- Bear Creek No. 6 Township
- Calf Creek Township
- Long Creek Township
- Mount Pleasant Township
- Oxley Township
- Prairie Township
- Red River Township
- Rock Creek Township
- Shady Grove Township
- Spring Township
- St. Joe Township
- Tomahawk Township
- Wileys Cove Township